# August (Sachsen-Lauenburg)

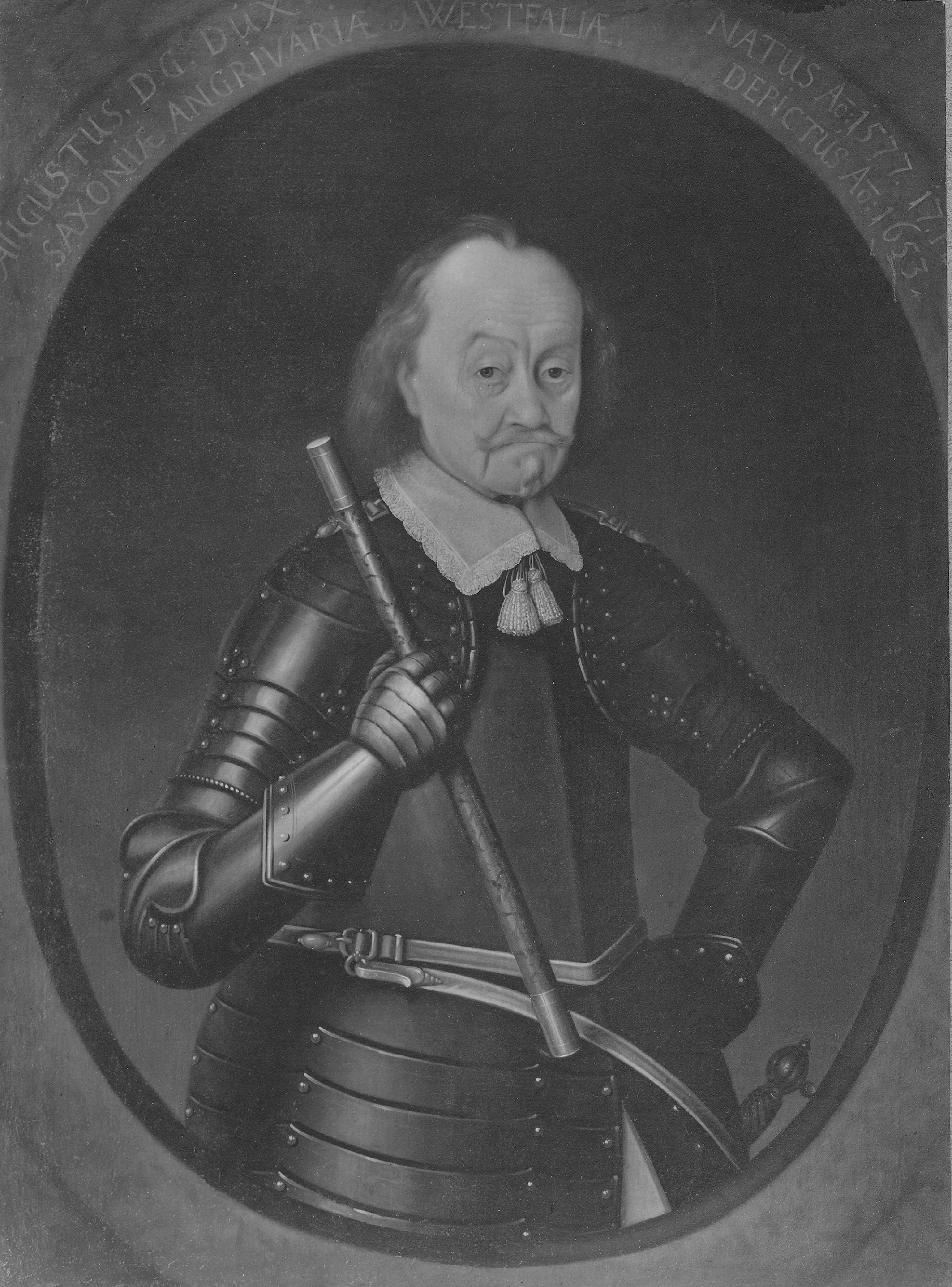
August von Sachsen-Lauenburg, Porträt auf Schloss Gripsholm

August von Sachsen-Lauenburg (* 17. Februar 1577 in Ratzeburg; † 18. Januar 1656 in Lauenburg/Elbe) war von 1619 bis 1656 Herzog von Sachsen-Lauenburg.

## Leben
August war der älteste Sohn des Herzogs Franz II. von Sachsen-Lauenburg (1547–1619) aus dessen erster Ehe mit Margarete (1553–1581), Tochter des Herzogs Philipp I. von Pommern. August folgte seinem Vater 42-jährig. Um Streitigkeiten mit seinen zahlreichen jüngeren Halbbrüdern auszuschließen, wurde am 4. Oktober 1619 in Lauenburg ein Erbvertrag geschlossen, in dem August als alleiniger Herrscher bestätigt wurde.
Nach dem Tod seiner Stiefmutter Marie 1626 besetzte August das ihr zugesicherte Amt Neuhaus, was zu Zwistigkeiten mit deren leiblichen Söhnen führte. Obwohl sich August im Dreißigjährigen Krieg politisch neutral verhielt, litt das Land beträchtlich, was vor allem auf das schwedenfreundliche Verhalten von Augusts Bruder Franz Karl zurückzuführen war. Nach dem Tod des Erbprinzen Johann Adolf 1646 brachen erneut Misshelligkeiten unter den Brüdern bezüglich der Erbfolge auf.
Unter dem Gesellschaftsnamen Der Hundertfältige wurde August als Mitglied in die literarische Fruchtbringende Gesellschaft aufgenommen.

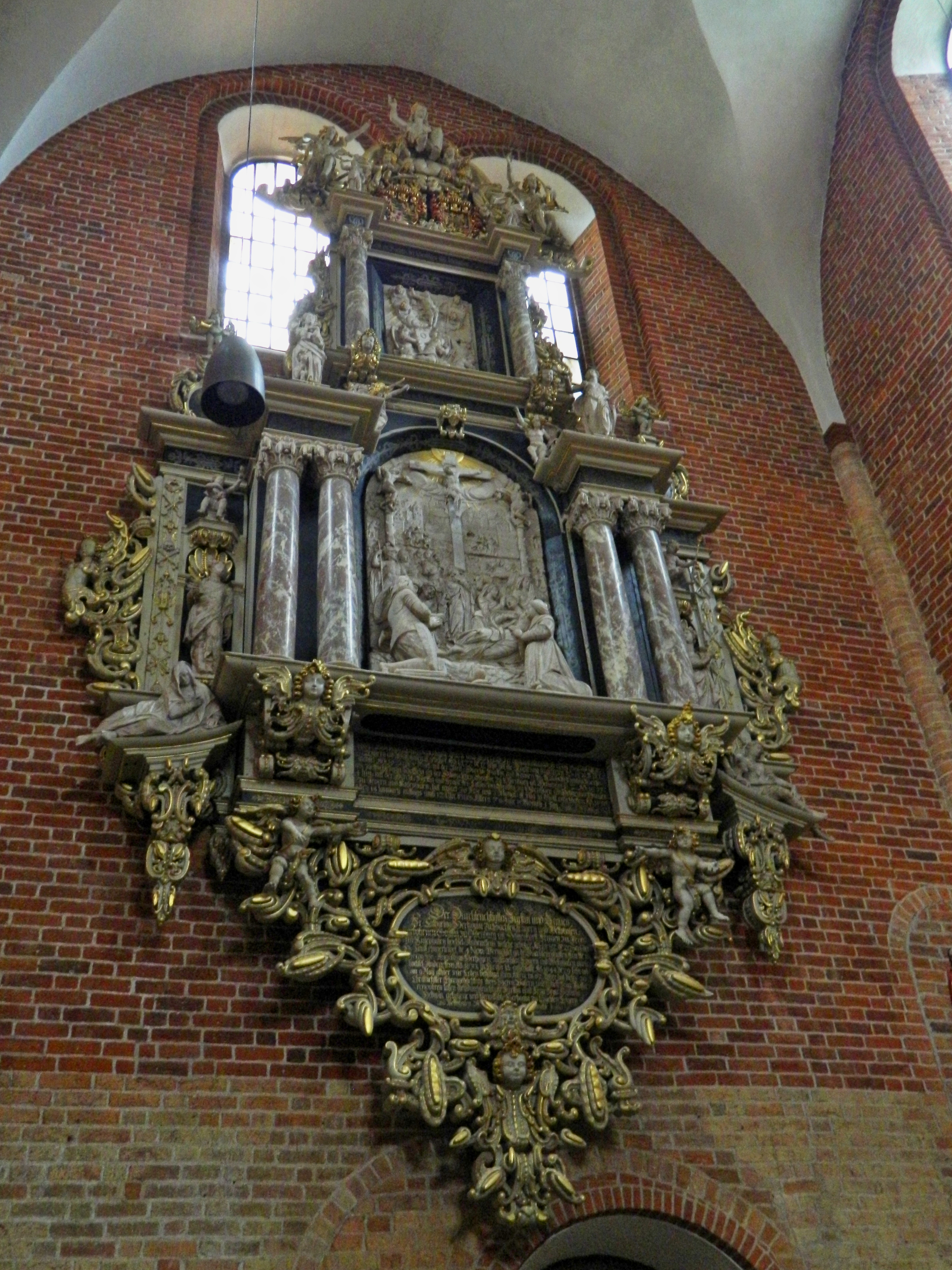
Epitaph im Ratzeburger Dom

August wurde im Ratzeburger Dom bestattet, wo er ein eigenes Grabgewölbe für seine Familie hatte anlegen lassen. Sein von Gebhard Jürgen Titge geschaffenes Epitaph aus dem Jahr 1649 gilt als Meisterwerk des norddeutschen Knorpelstils. Da keiner seiner Söhne ihn überlebte, folgte ihm sein Bruder Julius Heinrich.

## Ehen und Nachkommen
August war zweimal verheiratet. Seine erste Ehefrau wurde am 5. März 1621 in Husum Elisabeth Sophie (12. Oktober 1599 Gottorf – 25. November 1627 Ratzeburg), Tochter des Herzogs Johann Adolf von Schleswig-Holstein-Gottorf, mit der er folgende Kinder hatte:
- Sophie Margarete (6. August 1622 Ratzeburg – 6. März 1637 Lauenburg)
- Franz August (4. Juli 1623 Ratzeburg – 19. April 1625 Ratzeburg)
- Anna Elisabeth (1624–1688)

⚭ 1665 (gesch. 1672) Landgraf Wilhelm Christoph von Hessen-Homburg (1625–1681)
- Sibylle Hedwig (1625–1703)

⚭ 1653/4 Herzog Franz Erdmann von Sachsen-Lauenburg (1629–1666)
- Johann Adolf (22. Oktober 1626 Ratzeburg – 23. April 1646 Ratzeburg)
- Philipp Friedrich (11. November 1627 Ratzeburg – 16. November 1627 Ratzeburg)

In zweiter Ehe vermählte sich August am 4. Juni 1633 mit Katharina (20. September 1582 Oldenburg – 19. Februar 1644 Stockholm), Tochter des Grafen Johann XVI. von Oldenburg. Diese Ehe blieb kinderlos.